# Paramus Indoor 1973 - Singolare
Il singolare del torneo di tennis Paramus Indoor 1973, facente parte della categoria Grand Prix, ha avuto come vincitore Jimmy Connors che ha battuto in finale Clark Graebner con il punteggio di 6–1 6–2

## Tabellone

### Legenda
| - Q = Qualificato - WC = Wild card - LL = Lucky loser | - ALT = Alternate - SE = Special Exempt - PR = Protected Ranking | - w/o = Walkover - r = Ritirato - d = Squalificato |

### Finali
|  | Quarti di finale | Quarti di finale | Quarti di finale | Quarti di finale | Quarti di finale |  |  | Semifinali     | Semifinali     | Semifinali     | Semifinali    | Semifinali    |   |   | Finale         | Finale         | Finale         | Finale | Finale |  |
|  |                  |                  |                  |                  |                  |  |  |                |                |                |               |               |   |   |                |                |                |        |        |  |
|  | Ilie Năstase     | Ilie Năstase     | Ilie Năstase     | 6                | 6                |  |  |                |                |                |               |               |   |   |                |                |                |        |        |  |
|  | Steve Siegel     | Steve Siegel     | Steve Siegel     | 3                | 2                |  |  | Ilie Năstase   | Ilie Năstase   | Ilie Năstase   | 1             | 5             |   |   |                |                |                |        |        |  |
|  | Clark Graebner   | Clark Graebner   | Clark Graebner   | 6                | 6                |  |  | Clark Graebner | Clark Graebner | Clark Graebner | 6             | 7             |   |   |                |                |                |        |        |  |
|  | Ion Țiriac       | Ion Țiriac       | Ion Țiriac       | 4                | 4                |  |  |                |                |                |               |               |   |   | Clark Graebner | Clark Graebner | Clark Graebner | 1      | 2      |  |
|  | Juan Gisbert     | Juan Gisbert     | Juan Gisbert     | 6                | 6                |  |  |                |                | Jimmy Connors  | Jimmy Connors | Jimmy Connors | 6 | 6 |                |                |                |        |        |  |
|  | Vitas Gerulaitis | Vitas Gerulaitis | Vitas Gerulaitis | 3                | 0                |  |  | Juan Gisbert   | Juan Gisbert   | Juan Gisbert   | 4             | 1             |   |   |                |                |                |        |        |  |
|  | Sandy Mayer      | Sandy Mayer      | Sandy Mayer      | 5                | 2                |  |  | Jimmy Connors  | Jimmy Connors  | Jimmy Connors  | 6             | 6             |   |   |                |                |                |        |        |  |
|  | Jimmy Connors    | Jimmy Connors    | Jimmy Connors    | 7                | 6                |  |  |                |                |                |               |               |   |   |                |                |                |        |        |  |